# 임민영
임민영(1985년 12월 11일 ~ )은 대한민국의 레이싱 모델이다.

## 학력
- 대진대학교 경제학 학사

## 경력

### 에이빙모델 경력
- 2013년 - 서울국제모터쇼 쉐보레메인모델
- 2012년 - 부산국제모터쇼 쉐보레 메인모델
- 2012년 - 서울국제사진영상기자재전 소니모델
- 2011년 - 서울국제사진영상기자재전 파나소닉 모델

### 레이싱모델 경력
- 2019년 - 서한GP 팀 전속모델
- 2018년 - 서한퍼플 모터스포트 팀 전속모델
- 2017년 - 서한퍼플 모터스포트 팀 전속모델
- 2016년 - 서한퍼플 모터스포트 팀 전속모델
- 2014년 - 넥센타이어 레이싱모델
- 2013년 - 코리아스피드페스티벌 인디고레이싱팀 전속모델
- 2012년 - 코리아스피드페스티벌 쉘 모델